# 朝日のごとくさわやかに
「朝日のごとくさわやかに」（あさひのごとくさわやかに、英語: Softly, as in a Morning Sunrise）は、オスカー・ハマースタイン2世作詞、シグマンド・ロンバーグ作曲のジャズ・スタンダードとして知られる楽曲。1928年のオペレッタ『ニュー・ムーン』のために書かれた。歌詞の内容は、失恋を悔やむものである。当初は物憂げなタンゴの曲調で演奏されていたが、1940年ごろアーティー・ショウ楽団などによりスウィング・ジャズのリズムで演奏されるようになった。1950年ごろには一旦ジャズ・プレイヤーから忘れられていたが、モダン・ジャズ・カルテットが取り上げて以降、クール・ジャズやモード・ジャズ、フリー・ジャズなど様々な解釈の可能性が試され、ジャズ・スタンダードして定着するに至っている。

## 演奏史
この曲は当初のオペレッタ『ニュー・ムーン』（1928年）においては、物憂げなタンゴのリズムで演奏され、主人公の親友であるフィリップ（英語: Philippe、テノール）によって歌われていた。同時期にナット・シルクレットによるSPが発売されており、同様の演奏を聴くことができる。1940年版の映画『ニュウ・ムウン』では、ネルソン・エディ（バリトン）が歌唱している。
1930年代には、アーティー・ショウ楽団がレパートリーに加え、タンゴのリズムから4/4拍子のスウィングのリズムに変化している。その後、ベニー・グッドマンやウディ・ハーマンも演奏したが、1950年ごろにはジャズ・プレイヤーからほとんど忘れ去られていた。
1950年代中ごろこの曲は再発見され、多くのモダン・ジャズの演奏者によって可能性を試されることとなった。モダン・ジャズ・カルテットはカノン的対位法を導入し、ほかのクール・ジャズの奏者を触発した。暗い短調の雰囲気により、ソニー・ロリンズ、ソニー・クラーク、リー・モーガンといったハード・バップの奏者にも積極的に採用された。ジョン・コルトレーンの演奏からは、そのシンプルなコード進行がモード・ジャズに適していることも聴き取れる。また、このころから女性ジャズ・シンガーによってもしばしば録音されるようになっている。
1960年代に入ると、エリック・ドルフィーやアルバート・アイラーといったフリー・ジャズの演奏者による新たな解釈も示された。その他、ラテン・ジャズ、スムース・ジャズなどとしても演奏され、ジャズ・スタンダードとして定着するに至っている。

## 日本語の訳題
原題「Softly, as in a Morning Sunrise」は、コーラス冒頭（その前にヴァースがあるが、しばしば省略される）そのままであるが、日本語では「朝日のごとくさわやかに」とされることが多く、また、文体を改め「朝日のようにさわやかに」とされることもある。「朝日のごとく さわやかに」は、明治天皇の御製（1909年）に見える語句である。
村井 2004, p. 17 はモダン・ジャズ・カルテットによる演奏を評して『さわやかに』のイメージにピッタリ」であるが、原題は「朝日のようにそっと」なので、「別にさわやかである必要もないわけだが……と述べ、またソニー・ロリンズによる演奏については、『さわやか』とは正反対の濃厚な味わいと評している。

## 主なカヴァー

### 男声ボーカル
| アーティスト                                                                   | 発売年 / 録音年 | 収録アルバム等                       | YouTube |
| ------------------------------------------------------------------------------ | --------------- | ------------------------------------ | ------- |
| ナット・シルクレット（Cond.) ヴィクター管弦楽団 フランクリン・バウアー（Ten.） | 1929            | シングル盤                           | ♬       |
| ジャック・ハイルトン楽団 ft. ジョージズ・メタクサー（英語: George Metaxa）     | 1929            | シングル盤                           |         |
| ネルソン・エディ（Bar.）                                                       | 1940            | シングル盤                           | ♬       |
| ウディ・ハーマン                                                               | 不明 / 1944     | 放送録音                             | ♬       |
| ビング・クロスビー w/ バディ・コール・トリオ                                   | 1957            | ニュー・トリックス                   | 💽      |
| ボビー・ダーリン                                                               | 1959            | ザッツ・オール                       | 💽      |
| ジミー・ジャスティス                                                           | 1962            | The Two Sides of Jimmy Justice       | 💽      |
| リチャード・タッカー（Bar.） w/ スキッチ・ヘンダーソン                         | 1963            | The Fabulous Voice of Richard Tucker | ♬       |
| フランク・シナトラJr                                                           | 2006            | That Face!                           | 💽      |

### 女声ボーカル
| アーティスト                                     | 発売年 | 収録アルバム等                                      | YouTube |
| ------------------------------------------------ | ------ | --------------------------------------------------- | ------- |
| ジューン・クリスティ w/ ピート・ルゴロ楽団       | 1954   | サムシング・クール（モノラル）                      | 💽      |
| ジューン・クリスティ w/ ピート・ルゴロ楽団       | 1960   | サムシング・クール（ステレオ再録）                  | 💽      |
| ヘレン・メリル                                   | 1958   | ザ・ニアネス・オブ・ユー                            | 💽      |
| アビー・リンカーン                               | 1959   | アビー・イズ・ブルー                                | 💽      |
| ロレツ・アレキサンドリア                         | 1962   | ディープ・ルーツ                                    | 💽      |
| ナンシー・ウィルソン w/ グレート・ジャズ・トリオ | 1982   | ホワッツ・ニュー                                    |         |
| 研ナオコ                                         | 1983   | Naoko Mistone                                       |         |
| ダイアン・リーヴス                               | 1991   | I Remember                                          | 💽      |
| ロザンナ・ヴィトロ                               | 1993   | Softly                                              |         |
| ジェニー・エヴァンス w/ ダスコ・ゴイコヴィッチ   | 1997   | シャイニー・ストッキングス（英語: Shiny Stockings） |         |
| カトリーヌ・マドセン                             | 2006   | Supernatural Love                                   | 💽      |
| ケイコ・リー                                     | 2009   | フラジャイル（英語: Fragile）                       |         |
| ドリーン・シャファー w/ the Moon Invaders        | 2009   | Groovin’                                            |         |
| ヒラリー・コール w/ ベニー・グリーン             | 2010   | ユー・アー・ゼア～デュエッツ（英語: You Are There） |         |
| 渚ようこ                                         | 2014   | シングル盤                                          |         |

### 混声ボーカル
| アーティスト                                                         | 発売年 | 収録アルバム等                       | YouTube |
| -------------------------------------------------------------------- | ------ | ------------------------------------ | ------- |
| レイ・コニフ楽団&合唱団                                              | 1960   | Say It with Music (A Touch of Latin) | 💽      |
| ロバート・ショウ （Cond.) ロバート・ショウ合唱団 RCAビクター交響楽団 | 1962   | Yours Is My Heart Alone              |         |

### インストゥルメンタル
| アーティスト | 発売年 / 録音年 | 収録アルバム等                                                                                         | YouTube |
| --- | --------------- | --- | ------- |
| アーティ・ショウ楽団 | 1938            | シングル盤                                                                                             | ♬       |
| ベニー・グッドマン（Cl.） | 不明 / 1939年   | 放送録音                                                                                               | ♬       |
| マントヴァーニ楽団 | 1954            | Plays The Music of Sigmund Romberg                                                                     | 💽      |
| モダン・ジャズ・カルテット | 1955            | コンコルド                                                                                             | 💽      |
| 穐吉敏子（Pf.）トリオ | 1956            | ザ・トシコ・トリオ                                                                                     | 💽      |
| リー・モーガン（Tp.） w/ ハンク・モブレー・カルテット                                                                                       | 1956            | イントロデューシング・リー・モーガン                                                                   | 💽      |
| アル・コーン（Sax.） w/ オーシー・ジョンソン、ミルト・ヒントン、ハンク・ジョーンズ、フランク・リハク                                        | 1957            | コーン・オン・ザ・サキソフォン                                                                         | 💽      |
| ソニー・ロリンズ（Sax.） | 1957            | ヴィレッジ・ヴァンガードの夜                                                                           | 💽      |
| テリー・ギブス（Vib.） | 1957            | ジャズ・バンド・ボール（セカンド・セット）（英語: A Jazz Band Ball (Second Set)）                      | 💽      |
| バディ・デフランコ楽団 | 1979 / 1957年   | クローズド・セッション（英語: Closed Session）                                                         | 💽      |
| バド・シャンク（Sax.）・カルテット ft. クロード・ウィリアムソン                                                                             | 1957            | バド・シャンク・カルテット                                                                             | 💽      |
| ソニー・クラーク（Pf.） w/ ポール・チェンバース、フィリー・ジョー・ジョーンズ                                                               | 1958            | ソニー・クラーク・トリオ                                                                               | 💽      |
| ビンス・ガラルディ（Pf.）・トリオ | 1958            | A Flower Is a Lovesome Thing                                                                           | 💽      |
| ポール・チェンバース（Ba.）・クインテット w/ ドナルド・バード、クリフ・ジョーダン、トミー・フラナガン、エルヴィン・ジョーンズ               | 1958            | ポール・チェンバース・クインテット                                                                     | 💽      |
| ウィントン・ケリー（Pf.） w/ ポール・チェンバース、ジミー・コブ                                                                             | 1959            | ケリー・ブルー                                                                                         | 💽      |
| スタンリー・ブラック（Pf.） | 1959            | 南国のセレナード（英語: Friml & Romberg: in Cuban Moonlight）                                          | 💽      |
| ソニー・クリス（Sax.） | 1959            | アット・ザ・クロスロード（英語: At the Crossroads）                                                    | 💽      |
| ウィル・デイヴィス（Pf.）・トリオ | 1959            | ハヴ・ムード・ウィル・コール（英語: Have Mood Will Call....）                                          | 💽      |
| アーネット・コブ（Sax.） | 1960            | Movin’ Right Along                                                                                     | 💽      |
| アート・ペッパー（Sax.） w/ ウィントン・ケリー、ポール・チェンバース、ジミー・コブ                                                          | 1960            | ゲッティン・トゥゲザー                                                                                 | 💽      |
| シャーリー・ホーン（Pf.） | 1960            | Embers and Ashes                                                                                       | 💽      |
| ジャッキー・デイヴィス（Org.） | 1960            | Tiger on the Hammond                                                                                   | 💽      |
| ルー・ドナルドソン（Sax.） | 1960            | サニー・サイド・アップ                                                                                 | 💽      |
| ハワード・マギー（Tp.） w/シェリー・マン、フィニアス・ニューボーン、リロイ・ヴィネガー                                                      | 1961            | マギーズ・バック・イン・タウン                                                                         | 💽      |
| ボビー・ティモンズ（Pf.）・トリオ | 1961            | イン・パーソン                                                                                         | 💽      |
| ロン・カーター（Ba.) w/ エリック・ドルフィー、マル・ウォルドロン                                                                            | 1961            | ホエア                                                                                                 | 💽      |
| ジョン・コルトレーン（Sax.） | 1962            | ライヴ・アット・ザ・ヴィレッジ・ヴァンガード                                                           | 💽      |
| アルバート・アイラー（Sax.） | 不明/ 1962年    | ザ・ファースト・レコーディング（英語: The First Recordings）Vol.2                                      | 💽      |
| エリック・ドルフィー（B.Cl.） w/ ハービー・ハンコック、エディー・カーン、J.C.モーゼズ                                                       | 1999 / 1963年   | 伝説のイリノイ・コンサート                                                                             | 💽      |
| チャック・ウェイン（Gt.） | 1964            | タペストリー（英語: Tapestry）                                                                         | 💽      |
| ラリー・ヤング（Org.） w/ ウディ・ショウ、ジョー・ヘンダーソン、エルヴィン・ジョーンズ                                                      | 1966            | ユニティ                                                                                               | 💽      |
| エリック・クロス（Sax.） | 1967            | Grits & Gravy                                                                                          | 💽      |
| 寺内タケシとバニーズ | 1967            | 世界はテリーを待っている                                                                               |         |
| リチャード・デイヴィス（Ba.） | 1970            | ミューゼズ・フォー・リチャード・デイヴィス                                                             | 💽      |
| 本田竹曠（Pf.）トリオ | 1972            | ジス・イズ・ホンダ                                                                                     | 💽      |
| ジム・ホール&ロン・カーター | 1973            | アローン・トゥゲザー                                                                                   | 💽      |
| ズート・シムズ（Sax.）・カルテット w/ ルイ・ベルソン、ハンク・ジョーンズ                                                                    | 1973            | ズート・アット・イーズ（英語: Zoot at Ease）                                                           | 💽      |
| 渡辺貞夫 | 1974            | ライヴ・アット・ピット・イン                                                                           |         |
| ザ・グレイト・ジャズ・トリオ | 1977            | アット・ザ・ヴィレッジ・ヴァンガード                                                                   |         |
| バーニー・ケッセル（Gt.） | 1977            | ライブ・アット・サムタイム（英語: Live at Sometime）                                                   |         |
| ジョン・スコフィールド （Gt.） w/ リッチー・バイラーク、ジョージ・ムラーツ、ジョー・ラバーベラ                                              | 1978            | ジョン・スコフィールド・ライヴ                                                                         | 💽      |
| ジョン・クレマー（Sax.） w/ カール・ブルネット（英語: Carl Burnett）                                                                        | 1979            | ネクサス（英語: Nexus for Duo and Trio）                                                               |         |
| チェット・ベイカー（Tp.）&ウォルフガング・ラッカーシュミッド（Vib.）                                                                        | 1979            | バラッズ・フォー・ツー                                                                                 | 💽      |
| ジャック・シェルドン（Tp.）&ヒズ・ウェスト・コースト・フレンズ                                                                              | 1980            | エンジェル・ウィングス（英語: Angel Wings）                                                            | 💽      |
| ワーレン・ヴァシュ（Cort.） w/ ハンク・ジョーンズ、 ジョージ・デュヴィヴィエ、アラン・ドーソン                                              | 1981            | Iridescence                                                                                            |         |
| クエスト （ デイヴ・リーブマン、リッチー・バイラーク、ジョージ・ムラーツ、アル・フォスター）                                                | 1982 / 1981年   | QUEST                                                                                                  |         |
| フレディ・ハバード（Tp.） | 1999 / 1982年   | Above & Beyond                                                                                         | 💽      |
| クヌード・ヨリエンセン（Pf.）& Bengt Hanson（Ba.）                                                                                          | 1996 / 1983年   | Bojangles                                                                                              | 💽      |
| J.J.ジョンソン（Tb.）&アル・グレイ（Tb.）                                                                                                   | 1984            | シングス・アーゲッティング・ベター・オール・ザータイム（英語: Things Are Getting Better All the Time） |         |
| ドロシー・アシュビー（Harp） | 1984            | 朝日のようにさわやかに                                                                                 |         |
| ケニー・ドリュー（Pf.） | 1985            | バイ・リクエスト（英語: By Request）                                                                   |         |
| ジョン・ラーキン（Pf.、a.k.a. スキャットマン・ジョン）                                                                                      | 1986            | John Larkin                                                                                            | ♬       |
| チャーネット・モフェット（Ba.） | 1987            | チャーネット・モフェット（英語: Net Man）                                                              | 💽      |
| エミリー・レムラー（Gt.） w/ ハンク・ジョーンズ、バスター・ウィリアムス、マーヴィン・“スミティ”・スミス                                     | 1988            | イースト・トゥ・ウェス                                                                                 | 💽      |
| レイ・アレクサンダー（Vib.）・カルテット w/ ペッパー・アダムス、アルバート・デイリー、ハービー・シュワルツ、レイ・モスカ（英語: Ray Mosca） | 1988            | Cloud Patterns                                                                                         | 💽      |
| ミシェル・カミロ（Pf.） | 1989            | オン・ファイア                                                                                         |         |
| ニック・ブリグノーラ（Sax.） w/ ケニー・バロン、 デイヴ・ホランド、ジャック・ディジョネット                                                 | 1990            | On a Different Level                                                                                   | 💽      |
| デイヴ・ウェックル（Dr.） | 1990            | マスター・プラン                                                                                       | 💽      |
| スティーヴ・グロスマン（Sax.） w/ マッコイ・タイナー、エイヴァリー・シャープ、アート・テイラー                                              | 1991            | In New York                                                                                            | 💽      |
| ドン・ブレイデン（Sax.）・カルテット w/ トム・ハレル、ベニー・グリーン、クリスチャン・マクブライド、カール・アレン                          | 1991            | The Time Is Now                                                                                        | 💽      |
| スタン・ゲッツ（Sax.）&ケニー・バロン（Pf.）                                                                                                | 1992            | ピープル・タイム                                                                                       | 💽      |
| ビレリ・ラグレーン（Gt.） w/ アンドレ・チェッカレリ、 ニールス＝ヘニング・エルステッド・ペデルセン                                          | 1992            | 枯葉（英語: Standards）                                                                                | 💽      |
| ジュニア・マンス・トリオ | 1994            | 朝日のようにさわやかに（英語: Softly as in a Morning Sunrise）                                         |         |
| ビレリ・ラグレーン・トリオ w/ アンドレ・チェッカレリ、 クリス・ミン・ドーキー                                                               | 1994            | Live in Marciac                                                                                        | 💽      |
| ロイス・キャンベル（Gt.） ft. デイブ・ストライカー                                                                                          | 1994            | 6×6 | 💽      |
| ジオバーニ・イダルゴ（Perc.） ft. ミシェル・カミロ                                                                                          | 1997            | Hands of Rhythm                                                                                        | 💽      |
| エド・シグペン（Dr.）・リズム・フィーチャーズ                                                                                               | 1998            | It’s Entertainment                                                                                     | 💽      |
| マーク・リボー（Gt.） | 1999            | Yo! I Killed Your God                                                                                  |         |
| ジャン＝ミシェル・ピルク（Pf.）・トリオ | 2000            | Together: Live at Sweet Basil                                                                          | 💽      |
| ケニー・バロン（Pf.）&レジーナ・カーター（Vn.）                                                                                             | 2001            | フリーフォール                                                                                         | 💽      |
| チャールズ・ガイル（Pf.） | 2001            | Jazz Solo Piano                                                                                        | 💽      |
| エリス・マルサリス（Pf.） | 2004            | On the First Occasion                                                                                  |         |
| ジョージ・ベンソン（Gt.） | 2004            | イリプレイサブル                                                                                       |         |
| 上原ひろみ（Pf., Key., Syn.） | 2008            | ビヨンド・スタンダード                                                                                 | 💽      |
| ドクター・ロニー・スミス（Org.） | 2009            | The Art of Organizing                                                                                  | 💽      |
| フレッド・ハーシュ（Pf.）・トリオ | 2012            | アライブ・アット・ザ・ヴァンガード（英語: Alive at the Vanguard）                                      | 💽      |

## 関連楽曲
- 急がば廻れ - 「朝日のごとくさわやかに」の旋律を引用して作曲されたジョニー・スミスの楽曲。[61]